# トライアングルストラテジー
『トライアングルストラテジー』（TRIANGLE STRATEGY）は、スクウェア・エニックスより2022年3月4日に発売されたNintendo Switch用ゲームソフト。

## 概要
『OCTOPATH TRAVELER』と同じ「HD-2D」の美麗なグラフィックで描かれたクォータービューの高低差マップや、キャラクターの多数決によって分岐する壮大なストーリーが特徴のタクティクスRPG。
2021年2月18日のNintendo Directでの発表と同時に先行体験版「Project TRIANGLE STRATEGY Debut Demo」が配信開始された。2022年2月10日にはゲームの第3話までがプレイでき、セーブデータを製品版に引継ぎ可能な体験版「TRIANGLE STRATEGY Prologue Demo」が配信開始された。
2022年10月14日には、Steam版として「ダウンロード版」「デジタルデラックス エディション」「『バリアスデイライフ』バンドル版」の3種類が販売されている。

## 登場人物

### 主要人物
セレノア・ウォルホート
声 - 小野賢章
クラスは剣士→ソードファイター→ソードマスター。
本作の主人公。ウォルホート家を大成させた偉大な武人シモンの一人息子。物語序盤、ウォルホート家の当主の座を継ぐ。誰にでも平等に接する誠実な人物だが、世間に対する経験は、まだ未熟。
フレデリカ・エスフロスト
声 - 津田美波
クラスは火術士→ファイアキャスタ→ファイアマスター。
エスフロスト公国公女であり、主人公セレノアの許嫁。穏やかだが、芯の強い性格をしている。塩を持たぬ国である、エスフロスト公国とグリンブルク王国の関係強化を図るために政略結婚として嫁ぐことになった。母はローゼル族の女性で、現エスフロスト公国総帥のグスタドルフとは異母兄弟にあたる。そのため、祖国では理不尽な扱いを受けていた。
ロラン・グリンブルク
声 - 中村悠一
クラスは槍術士→キャリバー→キャリバーマスター。
グリンブルク王国第二王子。奔放で物おじしない性格。父と兄と対立しているが、内心では認めてもらいたいという願望を持つ。セレノアとは無二の親友。
ベネディクト・パスカル
声 - 上田燿司
クラスは軍司→ストラテジスト→ストラテジーマスター。
ウォルホート家に長く仕える執事。先代当主であるシモンから絶大な信頼を寄せられている。何よりもウォルホート家の利益を優先するため、他者から冷徹と言われることも多い。
エラドール・バランタイン
声 - 白熊寛嗣
クラスは盾士→ガーディアン→ガードマスター。
ウォルホート家の兵長。酒好きで豪快な性格。三十年来の同僚であり、自身とは正反対の性格のベネディクトとは衝突することも多いが、彼にとって数少ない本音を語れる親友でもある。
アンナ・パスカル
声 - 千本木彩花
クラスは隠密→アサシン→アサシンマスター。
ウォルホート家の密偵。ベネディクトの養子であり、身寄りを失ったところをウォルホート家に救われ、恩を感じている。自身の両親について調べている。
ヒューエット・バクラー
声 - 小林ゆう
クラスは鷹弓士→ウインガー→ウイングマスター。
グリンブルク王国親衛隊の一員であり、ロランの直属。生真面目が過ぎるきらいがあるが、ロランとは互いに強固な信頼で結ばれている。巨大な鷹を駆り戦う弓兵。
ジーラ・ブレイス
声 - 佐藤利奈
クラスは療術士→キュアリスト→キュアマスター。
エスフロスト公国侍女。フレデリカの身の回りを預り、同時に彼女の魔法の教師でもある。元は聖ハイサンド大教国の医法院で学問を修めていたが、医法院の秘密主義に辟易してエスフロスト公国大書院に籍を移した。

### グリンブルク王国
レグナ・グリンブルク
声 - 藤沼建人
グリンブルク王。塩鉄大戦を終結に導いたとして名高き賢王。三国の調整役として、新鉱山の共同採掘を取り仕切っている。
シモン・ウォルホート
声 - 矢野正明
クラスは剣神。
先代のウォルホート家当主。セレノアの父であり、塩鉄大戦をレグナ王と共に終結に導いた伝説的武人。一代にしてウォルホート家を大成した。
フラニ・グリンブルク
声 - 佐伯匠
グリンブルク王国第一王子。父の元で帝王学を学び、王党派貴族を取り仕切る次期王位継承者。やや神経質な性格であり、性格の違いから弟のロランとはあまり仲が良くない。
コーデリア・グリンブルク
声 - 上田麗奈
クラスは祈り子→プレイマスター。
グリンブルク王国第一王女。穏やかな性格であり、やや神経質なフラニよりも気風の良いロランになついている。
パトリアト・カンザーブ
声 - 永野善一
クラスはスナイパー。
グリンブルク王国大臣。グリンブルク王国に古くから名を連ねる貴族。王党派と呼ばれる、王家を支える一派の長。大臣として、実質的に国政を司っている。
マクスウェル・トライア
声 - 子安武人
クラスは槍聖→槍神。
グリンブルク王国武術指南役。『仮面の槍聖』の異名を持つ、王国最強の武人。
ランドロイ・ファルクス
声 - 武田幸史
クラスはアーチャー。
ファルクス家当主。塩鉄大戦において年若い身でありながらシモンと共に激戦を戦い抜いた弓の名手。現在も武骨で規律に厳しいお目付け役として、グリンブルク王国内で重役を担っている。
シルヴィオ・テリオール
声 - 吉野貴宏
クラスは策謀家。
テリオール家当主。御三家当主でありながら、風見鶏と揶揄されるほどの軽薄な人物。領地は辺境で武力も他家に一歩譲るが、王都の水源の管理という重責を任されている。

### エスフロスト公国
グスタドルフ・エスフロスト
声 - 星野貴紀
クラスはフロストルーラー。
エスフロスト公国の当代総帥。自由を重んじ、身分に関わらず実力のある者を取り立てることで公国の国力を大きく高めた。しかし、その自由の正体は弱肉強食であり、グスタドルフ自身も寛大さと冷徹さを併せ持った稀代の統治者ではあるが、その実、大きな野心を抱く野心家であり、己の邪魔をするものは容赦なく切り捨てる。
スヴァローグ・エスフロスト
声 - 楠見尚己
クラスはアイアンファイター→アイアンマスター。
エスフロスト公国大臣であり、グスタドルフの叔父。双塔の問の守護を任されており、ドラガンの父親。爆裂丸を用いた新兵器である『大鐘砲』の製作を任されている。グスタドルフとは折り合いが悪い様子。
ドラガン・エスフロスト
声 - 松岡洋平
クラスは火術士。
エスフロスト公国の研究者であり、グスタドルフの従弟にあたる。新開発の『爆裂丸』を用いてノゼリア新鉱山における三国共同採掘の技術指南を担当。宰相に上り詰めんとする野心家であるが、セレノアと「ノゼリアの未来を担う若き同士」として友情を築こうとする理想高き人物でもあった。採掘作業中に何者かに襲われ、視察に訪れていたセレノア達の奮戦むなしく暗殺される。
エリカ・エスフロスト
声 - 藤田曜子
クラスはボマー。
エスフロスト公国第二公女。血筋を重んじ、異母兄弟であるフレデリカを執拗にいじめる。
タラース・エスフロスト
声 - 奥村翔
クラスはウインドキャスター。
エスフロスト公国宰相。グスタドルフの弟であり、フレデリカのことをあまり良く思っていないらしく、エリカと一緒になっていじめる。公国第二位の権力者であり、自身の地位を狙っているドラガンのことを敵視している節がある。
アヴローラ
声 - 本田貴子
クラスはダークジェネラル→グレートジェネラル。
エスフロスト公国将軍。孤児でありながら、実力で将軍の地位まで上り詰めた武人。エスフロスト最強ともよばれ、グスタドルフもその力量を高く評価している。誇り高く、認めた相手とは対等に向き合おうとする誠実な人物。

### 聖ハイサンド教国
教皇
塩の女神の言葉を神託として民に伝える七聖人の長。聖ハイサンド大教国の頂点に立つ存在。その姿は常に隠されている。
イドー・デルミラ
声 - 中博史 
クラスは司祭→亜神。
七聖人に名を連ねる司祭。教皇の声を聴く事を許された唯一の存在。
カンセル・パレント
声 -  前田優
クラスはランスマスター。
七聖人に名を連ねる憲兵。ハイサンド全域の治安維持を司っている憲兵隊長。
ソルスレイ・エンデ
声 - 林大地
クラスは短刀術士→ダガーファイター。
七聖人に名を連ねる塩の番人。教国の富の源である塩湖を一手に仕切っている。裏で私服を肥やしているという噂がある。
ブッカー・ペイノース
声 - 松本忍
クラスは毒薬師。
エンデ家執事。七聖人ソルスレイ・エンデの腹心。エンデ家が行う様々な実務を取り仕切っている。
エグスアム・マーシャル
声 - 古川慎
クラスは剣士→ソードマスター。
聖ハイサンド大教国七聖人に名を連ねる騎士。教国の軍事を任されている。
ライラ・ビザークラフト
声 - 森なな子
クラスはグレートキャスター。
聖ハイサンド大教国七聖人に名を連ねる研究者。医法院の長を任されている。
エニグマ・ミステル
声 - 藤沼建人
七聖人に名を連ねる助祭。女神教にまつわる歴史をまとめる編纂家でもある。